# So Alone
Albums de Johnny Thunders
L.A.M.F.
(avec The Heartbreakers, 1977) Live at Max's Kansas City
(avec The Heartbreakers, 1979)
So Alone est un album de l'ancien guitariste des New York Dolls, Johnny Thunders, sorti en 1978.

## Contexte et participations
Après avoir enregistré L.A.M.F. avec son groupe, the Heartbreakers, Thunders retourne en studio pour enregistrer son premier album solo, So Alone. Les musiciens participant à l'album sont les Heartbreakers Walter Lure et Billy Rath ainsi que quelques artistes bien connus, comme Chrissie Hynde, leader des Pretenders, Phil Lynott, Steve Marriott, Peter Perrett, Steve Jones et Paul Cook. L'album est un mélange de compositions originales, de standards des Heartbreakers en concert, et de reprises, comme le titre surf rock "Pipeline" du groupe the Chantays, "(Give Him a) Great Big Kiss" de the Shangri-Las', "Daddy Rollin' Stone" d'Otis Blackwell et le titre "Subway Train." des New York Dolls.

## Titres
Toutes les chansons sont écrites et composées par Johnny Thunders à l'exception des morceaux indiqués.

### Face A
1. "Pipeline" (The Chantays)
2. "You Can't Put Your Arms Around a Memory"
3. "Great Big Kiss" (George "Shadow" Morton)
4. "Ask Me No Questions"
5. "Leave Me Alone"

### Face B
1. "Daddy Rollin' Stone" (Otis Blackwell)
2. "London Boys" (Billy Rath, Walter Lure, Thunders)
3. "(She's So) Untouchable"
4. "Subway Train" (Thunders, David Johansen)
5. "Downtown" (Thunders, Johansen)

### Bonus de la version CD
- Titres inclus dans la version CD sortie en 1992:

1. "Dead or Alive"
2. "Hurtin'" (Henri Paul Tortosa, Thunders)
3. "So Alone"
4. "The Wizard" (Marc Bolan)

## Musiciens
- Johnny Thunders - guitare, chant, production
- Paul Cook - batterie
- John "Irish" Earle - saxophone
- Paul Gray - guitare bass, batterie
- Chrissie Hynde - chant sur le titre "Subway Train"
- Steve Jones - guitare
- Koulla Kakoulli - chant
- Mike Kellie - batterie
- Steve Lillywhite - piano, claviers, productions, ingenieur du son
- Walter Lure - guitare
- Phil Lynott - basse, chant
- Steve Marriott - harmonica, piano, clavier, chant sur le titre "Daddy Rollin' Stone"
- Joe McEwan - producteur
- Steve Nicol - batterie
- Patti Palladin - chant
- Henri Paul Tortosa - guitare
- Peter Perrett - guitare, chant
- Billy Rath - basse
- Peter Gravelle - photographie
- Molly Reeve-Morrison - coordinateur de projet
- Lee Herschberg - remastering
- Ira Robbins - production
- Bill Smith - direction artistique, design